# 玛丽-马德莱娜·玛格丽特·多布雷

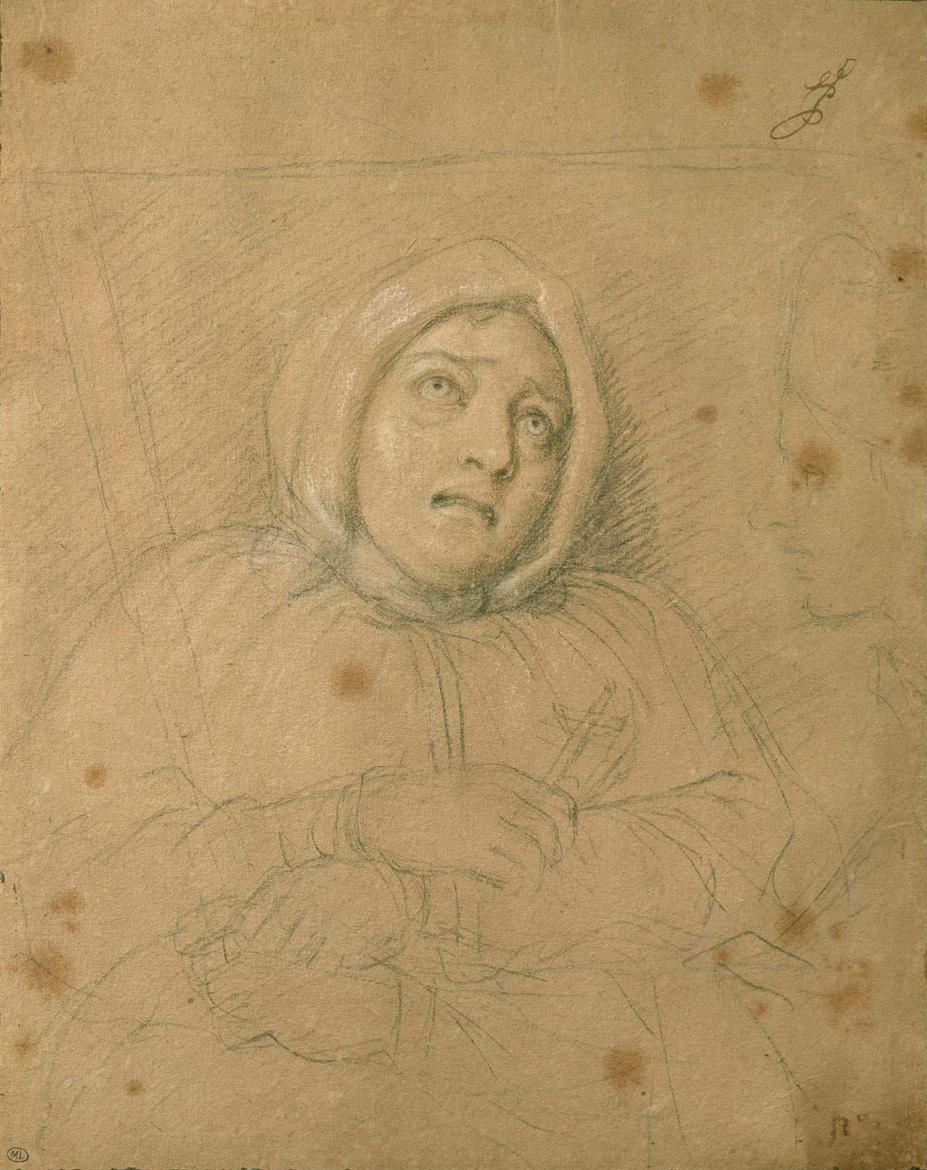

玛丽-马德莱娜·玛格丽特·多布雷（法語：Marie-Madeleine Marguerite d'Aubray，發音：[maʁi madlɛn maʁɡəʁit dobʁɛ]；1630年—1676年7月16日 ），亦稱布蘭維利耶侯爵夫人（法語：Marquise de Brinvilliers，發音：[maʁkiz də bʁɛ̃vilje]），17世紀法國著名連環殺手。因為用毒藥毒死四位家人包括父親、一位兄弟與兩個姊妹以爭遺產，所以被警方人員逮捕，還有人報警說她在醫院探院的同時下毒毒死無辜的病人。
她的情夫戈丹·德·圣克鲁瓦（法語：Godin de Sainte-Croix）跟她是共犯。被抓之後她被判水刑，連續喝下16品脫的水後被斬首並被炮烙；情夫被放逐出境。